# Malinda Lo
Malinda Lo (Cina, 1974) è una scrittrice statunitense.

## Biografia
Nata in Cina, si è trasferita da bambina negli Stati Uniti.
Autrice di romanzi young adult, ha scritto tra le altre opere, tre romanzi della serie Ash, rivisitazione in chiave lesbica della fiaba di Cenerentola e due libri (serie Reese Holloway) ascrivibili al genere della fantascienza.
Nel 2021 il suo romanzo La notte scorsa al Telegraph Club è stato insignito del prestigioso National Book Award per la letteratura per ragazzi divenendo il primo romanzo con protagonista appartenente ala comunità LGBT ad ottenere tale riconoscimento.
Insegnante presso il Vermont College of Fine Arts, vive nel Massachusetts con la moglie Amy Lovell.

## Opere (parziale)

### Serie Ash
- Ash (2009), Roma, Elliot, 2010 traduzione di Veronica La Peccerella e Giorgio Rinaldi ISBN 978-88-6192-109-2.
- Huntress (2011)
- The Fox (2011)

### Serie Reese Holloway
- Adaptation (2012)
- Inheritance (2013)

### Altri romanzi
- A Line in the Dark (2017)
- La notte scorsa al Telegraph Club (Last Night at the Telegraph Club, 2021), Milano, Mondadori, 2022 traduzione di Giusi Palomba ISBN 978-88-04-75226-4.

## Premi e riconoscimenti
National Book Award per la letteratura per ragazzi
- 2021 vincitrice con La notte scorsa al Telegraph Club